# Jaroslav Süsmilich
Jaroslav Süsmilich (24. září nebo 24. listopadu 1891 – 23. dubna 1972) byl český a československý politik Komunistické strany Československa a poválečný poslanec Ústavodárného Národního shromáždění.

## Biografie
Po roce 1918 byl aktivní v sociální demokracii na Kralupsku. Bydlel ve Starých Ouholicích a pracoval jako tesař. Podle jiného zdroje bydlel v sousední vesnici Nové Ouholice, která ale spadala pod obec Staré Ouholice.
V obecních volbách roku 1919 se díky vítězství sociálních demokratů stal v Ouholicích starostou. Okresní hejtman Herrscher ho ovšem brzy z funkce suspendoval. Süsmilich ve svých pamětech uvádí, že s odvoláním z funkce starosty souhlasili i někteří pravicoví sociální demokraté a že o svém případu osobně jednal s předsedou vlády Vlastimilem Tusarem. Suspenze nicméně byla později zrušena. V roce 1919 agitoval veřejně na podporu Maďarské republiky rad. V době prosincové generální stávky roku 1920 se zapojil do stávkového hnutí. 10. prosince 1920 byl utvořen revoluční výbor v Kralupech a jeho předsedou se stal Jaroslav Süsmilich. 15. prosince byl v rámci policejní razie zatčen. Na jaře 1921 pak stanul před soudem pro velezradu. Při tehdejším stěpení sociální demokracie patřil k marxistické levici (později ustavena jako nová politická strana KSČ), ke které se přihlásila celá jeho místní organizace strany. Süsmilich byl nakonec souzen jen pro veřejné pobuřování a byl mu udělen verdikt patnácti měsíců těžkého žaláře. V levicovém hnutí se angažoval i jeho bratr Václav. Politicky působil jako funkcionář KSČ a družstevního hnutí na Lounsku a v Ústí nad Labem. Od roku 1937 byl šéfredaktorem listu Průboj v Lounech.
15. března 1939 byl zajištěn na okresním soudě v Lounech, poté byl převezen do Pečkárny, nakonec na revers propuštěn. Neodešel do SSSR, ale zůstal kvůli své manželce Otýlii, která byla podle norimberských zákonů židovkou, v Protektorátě. Do 11. února 1942 vedl v Lounech obchod, následně byl s dalšími třiceti lounskými spolobčany šest měsíců vězněn na Malé pevnosti v Terezíně coby rukojmí. Po propuštění byl pracovně nasazen od srpna 1942 Praze-Vysočanech. Od srpna 1944 byl coby manžel židovky vězněn v Klein Steinu a pak Osterode am Harz, odkud uprchl v dubnu 1945. Podílel se na vzniku MNV v Lounech, jehož se stal prvním předsedou.
V roce 1946 se uvádí jako živnostník a předseda ONV v Lounech. V parlamentních volbách v roce 1946 byl zvolen poslancem Ústavodárného Národního shromáždění za KSČ. Setrval zde do konce funkčního období, tedy do voleb do Národního shromáždění roku 1948.